# John Goodricke
John Goodricke (Gröningen, 17 settembre 1764 – York, 20 aprile 1786) è stato un astronomo dilettante inglese.
Figlio di genitori inglesi, sordomuto, morì giovanissimo (all'età di 21 anni) a causa di una polmonite contratta nelle lunghe osservazioni notturne.
Scoprì la variazione di alcune stelle variabili (fra cui nel 1784 la prima variabile intrinseca, Delta Cephei, divenuta poi il prototipo di una delle più celebri e studiate classi di stelle variabili).
Nel 1782 propose, fra l'incredulità e finanche la derisione degli astronomi professionisti, tra cui William Herschel, l'ipotesi che le variazioni periodiche di luminosità della stella Algol (Beta Persei) fossero dovute ad eclissi reciproche di due stelle, l'una più luminosa e l'altra quasi oscura, che orbitavano attorno ad un comune centro di massa.
Sempre nel 1784 scoprì la variazione di Beta Lyrae, anch'essa una variabile ad eclisse e prototipo di un'altra classe (EB) in cui le due stelle, stavolta entrambe luminose, sono così vicine fra loro e deformate dalla reciproca attrazione che la variazione di luminosità osservata dalla Terra avviene in modo continuo, anche fuori dai momenti di eclisse, al variare della superficie apparente delle due stelle che viene rivolta via via verso la Terra.
Queste sue scoperte divennero fondamentali nel 1900 per la misura delle distanze cosmiche.
Nel 1783 gli venne assegnata la Medaglia Copley. Gli è stato dedicato un pianetino, 3116 Goodricke, asteroide della fascia principale scoperto nel 1983.
L'osservatorio Goodricke-Pigott gli è stato co-titolato insieme al collega e amico Edward Pigott.